# Histoire de l'Occitanie du XIVe au XVIIe siècle

L’Occitanie culturelle du XIVe au XVIe siècle possède une histoire caractérisée par la résistance à la perte de ses États, incorporés lentement mais inéluctablement à la France.

## La langue d'oc
La croisade des Albigeois décima et ruina le centre de l’Occitanie et sa bourgeoisie. En 1295, les bourgeois de Carcassonne, commandés par Bernard Délicieux, protestèrent mais celui-ci fut emprisonné. En réponse, en 1296, un Lieutenant du roi de France fut nommé. Le pays prit alors, pour les Français, le nom de « Langue d’oc ». Avant le conflit, l’Occitanie centrale avait à peu près un million d'habitants, et la ville de Toulouse environ 20 000. En 1343, Albi avait 2 669 feux. Ce nombre descendit à 1 200 en 1357. Toulouse avait 30 000 habitants en 1335. Sa population chuta à 26 000 en 1385, à 20 400 en 1398 et à 19 000 en 1405.
Le nom de Langue d’oc (au féminin) apparaît à la fin du XIIIe siècle dans les actes et procès-verbaux royaux pour désigner les régions Partes Occitaniæ Linguæ obtenues par le traité de Paris de 1229 et à la mort d'Alphonse de Poitiers en 1271. Divisé en trois sénéchaussées (Carcassonne, Toulouse et Beaucaire), le territoire ainsi désigné incluait les terres comprises entre le Rhône et la Garonne toulousaine, et du Velay au Roussillon. Plus tard, de nouvelles sénéchaussées, Rouergue, Auvergne, Quercy et Albigeois furent créées. Le pays était marqué par les structures romaines, avec des communautés juives prospères. Il était divisé entre de nombreux comtés dirigés par l'aristocratie militaire, et où par héritage des femmes détenaient le pouvoir. Il y eut aussi des fondateurs comme Sulpice-Sévère, Césaire d'Arles, Benoît d'Aniane, moine bénédictin fils du comte de Maguelonne, et Guillaume d'Orange, fondateur de Saint-Guilhem (Gellone), avec une importante activité érudite.
Entre 1302 et 1305, une série de famines affaiblit le pays. En 1306, on en expulsa les juifs, ce qui aggrava la crise économique. Le banditisme endémique, enfanté par la misère et l'instabilité politique, prenait parfois des apparences de croisades, comme celle des pastourels ou pastoureaux. En 1321, on a aussi brûlé sur le bûcher à Villerouge-Termenès (Narbonne) le dernier dirigeant cathare, Guilhem Bélibaste, ce qui signifia la disparition définitive de cette religion en Occitanie.
En 1348, le pays subit une forte épidémie de peste noire. Jusqu'à cette époque, les campagnes connaissaient le surpeuplement, le manque de terres et l'amoindrissement des bourgs, aussi bien que la raréfaction de main-d'œuvre, qui entraînaient une économie de subsistance. Après l'épidémie, l'intérieur du pays se désertifia et l'agriculture régressa.
En 1357-1358, le territoire fut parcouru pour les Grandes Compagnies de l'« archiprêtre » Arnaud de Cervole sous le prétexte d'attaquer les Anglais en Guienne, tandis que Rodrigue de Villandrando occupa l'Auvergne. Cette situation provoqua à partir de 1362 la révolte des Tuchins en Auvergne et Languedoc, paysans et artisans écrasés par les impôts et subissant les extorsions des bandits anglais et français qui attaquaient les bourgs et châteaux. Pour réprimer le mouvement, fut envoyée l'armée du duc de Berry, nommé en 1380 lieutenant royal de Langue d’oc. La ville de Toulouse en profita pour se révolter contre l'autorité royale. En 1382, on étouffa la révolte dans toute la Langue d’oc, et la ville de Toulouse fut condamnée par le roi à une amende de 800 000 francs-or.
De manière générale, les Languedociens se rangèrent du côté des Bourguignons contre le roi de France, mais en 1420 ils décidèrent de changer l’alliance pour soutenir Charles VII. En reconnaissance, celui-ci leur accorda des États Généraux avec la séparation de ceux de langue d’oc et ceux de langue d’oïl. En 1444 ce parlement s'établit à Toulouse, mais il rédigeait les actes et procès-verbaux en français et, dès 1478, il siégea définitivement à Montpellier.
En 1440, s'installa à Montpellier le commerçant Jacques Cœur, inspecteur des gabelles et commissaire dans les États du Languedoc. Le commerce avec la Méditerranée portait sur des vêtements de Normandie et d'Angleterre, des tissus de Hollande, la soie, l'orfèvrerie, les épices et le coton d'Orient. En 1450, Jacques Cœur s'établissait à Marseille, époque à laquelle les Français commencèrent la colonisation économique du bas Quercy, du Rouergue et du Limousin. En 1463 un incendie dévasta la ville de Toulouse, d'où un remaniement d'allure plus urbaine.

La France en 1477.

En 1510, Pierre Lancefoc (mort en 1519), de Toulouse, s'associa avec d'autres marchands, Cheverry et Serravère, afin de développer l'industrie du pastel, qui fut très importante pendant la période de 1515 à 1540, dans la zone du Lauragais jusqu'à l'Albigeois. On en faisait des boules (coques ou cocagnes) desquelles on tirait une teinture bleue. Le commerce du pastel soutenait tout un commerce entre Toulouse et Bordeaux. 1549 vit l'ouverture de la Bourse de Toulouse, signe de l' élan économique de la région au XVIe siècle: les tissages de Rodez, les monnaies et orfèvrerie de Villefranche, par exemple. Mais l'introduction de l'indigo américain provoqua le déclin, et à la longue, la ruine des nouveaux bourgeois occitans, ce qui fut cause d'un retard économique et de nombreuses révoltes qui se produisirent pendant ce siècle et au suivant.
Sur le plan religieux, en 1555, les jésuites s'établirent dans le pays, en même temps que les protestants ouvraient des écoles à Nîmes (1561), Orange (1573), Die (1603), Montpellier et Montauban.

## Annexion de la Provence
En 1481, Charles V d'Anjou vendit ses droits sur la Provence au roi de France, mais jusqu'à 1487, les États Généraux ne votèrent pas l'annexion à la France, et, quand ils le firent, ce fut selon un modèle confédéral qui garantissait le maintien de l'autonomie. De cette manière, en 1501, fut formé en Provence un Parlement qui siégeait à Aix, doté de pouvoirs juridiques, politiques et fiscaux, mais, exercés par des fonctionnaires français.
De 1524 à 1544, la Provence fut attaquée par le roi d'Espagne Charles Ier. En 1524, son lieutenant général en Italie, le connétable de Bourbon, entra dans Aix et assiégea sans succès Marseille. François Ier punit les Provençaux qui s'étaient soumis. En 1527, Charles Quint attaqua cette fois par mer, et en 1536 débarqua à Aix pour se proclamer roi d'Arles. Mais il échoua à nouveau devant Marseille.
Les tribunaux de première instance de comté furent supprimés, par l'édit de Joinville de 1555, et le pays fut divisé en sénéchaussées de type français, en même temps qu'on limitait l'exercice du pouvoir parlementaire. Finalement, en 1547, le roi de France sanctionna définitivement l'union franco-provençale. En 1552 un Trésorier Royal fut nommé à Aix, siège des États Provençaux, et en 1555 la Chambre d'Aix devint tribunal des Comptes.
Mais ces mesures heurtèrent les aspirations particularistes du consulat de Marseille. D'abord la noblesse provençale, dirigée par Christine Daguerre, comtesse de Saut, appela en 1589 Charles Manuel de Savoie, qui avait été nommé comte de Provence au nom de la Ligue catholique avec le support du Parlement d'Aix, pour s'opposer au protestant Henri IV. Cependant, en 1590 le roi français Henri IV se convertit au catholicisme, et le mouvement s'évanouit. En 1591, se produisit la sécession du consulat de Marseille, qui fut proclamée république, appuyée par l'Espagne, et dirigée par un dictateur, Charles de Casaulx, chef de la Ligue catholique. Celui-ci fit installer une imprimerie officielle et fit venir Mascaron d'Avignon. On édita ainsi quelques classiques provençaux. Le consulat marseillais résista jusqu'à l'assassinat de Casaulx en 1596. Quand les Marseillais se rendirent, le roi supprima le consulat ,et la ville de Marseille fut occupée par le commandant français Guillaume du Vair.
Entretemps, Nice, qui restait au pouvoir des Savoie, fut assiégée en 1543 par les Français et les Turcs, parce qu'elle était alliée de l'Empire. Nice résista à la tentative d'occupation par un soulèvement lors duquel s'illustra Caterina Segurana. La langue italienne s'y imposa en 1562, malgré l'édition d'un dictionnaire occitan par Joan Badat (1516-1567).

## Humanisme et guerres de Religion
Pendant le XVIe siècle, le territoire occitan fut une région d'impulsion de l'humanisme, avec l'influence italienne et latine.
Clément Marot (1496-1544), né à Cahors de mère gasconne et de père normand, secrétaire de François Ier, exilé en Italie, introduisit en France le sonnet italien.
Le collège de Guienne, à Bordeaux, avec André de Gouveia et Jean de Gelida, forma de fameux humanistes : Étienne de la Boétie (1530-1563) traducteur de Xénophon, Aristote et Plutarque, auteur du Discours de la servitude volontaire ou Contr'un (1576), plaidoyer contre la tyrannie; Michel Eyquem, seigneur de Montaigne (1533-1592), auteur des Essais (1572-1592), en langue française; l’Agenais Joseph Scaliger.
Autres auteurs gascons: Élie Vinet, Saluste Du Bartas, Brantôme.
À Limoges, se détachent Jean Dorat (1508-1588), précepteur des enfants d'Henri II et auteur d'une Poematia (1586) en latin, français et grec, et Marc-Antoine Muret (1526-1585), maître de Montaigne, avec Juvenilia (1552) et Hymnorum sacrum liber (1576).
En Provence, les frères Jean de Notre-Dame (1507-1577) procureur du Parlement de Lyon et auteur des Vies des plus célèbres et anciens poètes provençaux (1575), écrite d'abord en provençal, puis en français, et César de Notre-Dame (1555-1629), chroniqueur officiel de la Provence et auteur d'Histoire et chronique de Provence. En 1555 Vasquin Philieul d'Aix traduit en français les œuvres de Pétrarque.
En Béarn, se signalent aussi le poète en français Bernard du Poey de Montclar, auteur des Odes du gave, fleuve en Béarn (1551) et Jean-Henri de Fondevila (1633-1703) auteur bilingue du Calvinisme en Béarn, qui ne fut publié qu'en 1880, et d'une Pastorale du paysan, publiée en 1761.
Des collèges se fondent à Tournon (1536), Auch (1543), Clermont (1555) par l'évêque Guilhem Dupart, Pamiers (1558) et Le Puy (1588), et des écoles de jésuites à Toulouse.
En 1530 apparut le mouvement « scepticiste » de l’École de Padoue, qui facilita pendant la période de 1528 à 1532 l'expansion du luthéranisme en bas Languedoc, grâce aux soutiens de Gérard Roussel et Lefèvre d'Étaples, protégés par la cour de la reine Marguerite de Navarre à Nérac.
Pour leur part, les calvinistes convertirent les régions de Nîmes, Uzès, Alès, la vallée de l'Hérault, le Rouergue (sauf Rodez), Montauban, et ils obtinrent même la conversion du roi de Navarre Jean d'Albret. Cette expansion fut facilitée par le fort anticléricalisme dominant en Occitanie, et la méfiance généralisée envers Rome.
Ces progrès provoquèrent la réaction catholique, qui alluma les guerres de religion de la période 1547-1574. Le parti catholique de la sainte Ligue, était dirigé par le Gascon Blaise de Montluc et par le Provençal Pontevès-Flassans. Il fit face à l'Union Protestante, antimonarchique et fédérale, dirigée par le prince de Condé et par le roi de Navarre. Le conflit sembla s'apaiser avec la paix d'Amboise de 1563 et la nomination du protestant Henri de Navarre comme héritier de la couronne française, mais le massacre de la Saint-Barthélemy déclencha à nouveau la guerre. Finalement, Henri de Navarre devint roi de France en 1589 avec la seule opposition des ducs de Joyeuse, retranchés en Languedoc. Mais les Français profitèrent de cette période pour abolir les droits du Limousin en 1531, et ceux du Dauphiné en 1560.

## Le royaume de Navarre, dernier réduit occitan

La Navarre, dernier réduit du pouvoir occitan.
Territoire incorporé à la Castille en 1463
Domaines de la Maison d'Albret
Domaines de la Maison de Foix
Haute-Navarre, territoire conquis et annexé par la Castille en 1515
Basse-Navarre

Catherine de Navarre (1483-1518) succéda à son frère François Phébus, et se maria au Béarnais Jean d'Albret. Elle suivit une politique francophile qui incita le roi de Castille et d'Aragon, Fernand le Catholique, en accord avec le pape, à envahir la partie péninsulaire de la Navarre et, en 1510, le roi de France tenta d'annexer le Béarn.
Le royaume de Navarre fut ainsi réduit à des possessions morcelées : le Béarn, Foix, la Basse-Navarre (au nord des Pyrénées) et d'autres fiefs de l'Aquitaine (Albret, Périgord, Limousin...).
Leur fils Henri II (1503-1555) fut aussi comte de Foix et d'Armagnac. Il essaya de récupérer la Navarre péninsulaire en 1521, mais ne trouva pas de soutien. En 1525 il fut emprisonné avec François Ier à Pavie, mais s'évada. Pour sa loyauté, il obtint en 1527 la Gascogne et le Rouergue, et en 1530 le roi de France reconnut le Béarn comme État indépendant et protestant, où le gascon était langue officielle. Henri II institua les Fors (Organisation forale), qui avaient les Syndicats comme pouvoir électif, et des États composés du Majour (pour les barons) et de la Cour des Communautés. Cependant, la tête du parlement béarnais était nommée par le roi de France. En 1538 on établit un recensement des propriétés, une imprimerie (qui assura la publication d'œuvres en gascon et basque), une armée propre et une Chambre des Comptes. Toutes ces institutions furent réglementées par la publication en 1552 des Fors et Coutumes de Béarn.
Succédant à Henri II de Navarre Jeanne III de Navarre (1555-1572) épousa Antoine, duc de Vendôme et lieutenant de France, ce qui la rapprocha des positions françaises. Une renaissance littéraire se produisit en occitan, et la cour ancienne d'Orthez s'installa à Pau.
Le dernier roi de Navarre fut Henri III (1572-1610), devenu plus tard Henri IV de France.
En 1564 il fit publier Stil de la Justicy deu Pays de Bearn, et il promut les travaux publics, ainsi que le commerce avec Lisbonne, Séville et Barcelone.
En 1566 il fit ouvrir une école protestante à Orthez, mais en 1572 se convertit au catholicisme afin d'accéder au trône de France. En 1576 il unit à nouveau la Gascogne et le Rouergue, mais il dut fuir Paris et déplacer la cour à Nérac. Il devint une sorte de roi de la Gascogne, vainqueur des protestants à Cahors (1580) et à Coutras (1587). En 1584 il fut déclaré définitivement héritier du trône de France, mais n'y accéda effectivement qu'en 1589. Il incorpora le Béarn et la Gascogne dans le royaume de France, mais dut réprimer une révolte de paysans.

## LeXVIIesiècleet le «problème occitan»
Pendant la période de gouvernement d'Henri IV un fort développement économique se produisit, en même temps qu'une forte présence des Gascons à la cour de Paris : Adrien de Montluc a été nommé lieutenant au Pays de Foix et conseiller particulier du roi ; Antoine de Roquelaure, lieutenant royal en Guyenne, et les Montmorency-Damville, gouverneurs du Languedoc. En ce qui concerne l'économie, depuis 1600 on a introduit la vigne en Languedoc et à Béziers, de sorte que peu à peu le vin remplaça le blé dans les exportations du pays, et depuis 1636 on introduisit aussi la culture du millet dans toute l'Aquitaine, important comme fourrage. Pour augmenter les terres de culture, en 1642-1649 l'ingénieur Van Ens assécha les marais d'Arles et de Tarascon (Provence), de sorte que ces terres devinrent utiles pour la culture. Plus tard, en 1680, Grizot apporta d'Angleterre le premier métier à tisser à Nimes, berceau d'une future industrie textile, en même temps qu'en 1681 on inaugurait le Canal des Deux Mers.
Le pays du Limousin fut l'objet de plusieurs révoltes hostiles au roi. D'une part, il y eut les insurrections des Croquants, provoquées par la misère aggravée par l'augmentation des impôts, et qui s'étendirent au Périgord et au Quercy. La première, en 1594, finit avec une baisse générale des impôts ; la deuxième, en 1624, avec l'exécution de ses chefs, Donat et Barran ; et la troisième, en 1636, avec une amnistie générale. Par ailleurs, en 1602, la conspiration de Turenne entraîna l'abolition définitive des droits du Limousin et de la Marche, incorporée en 1531 par les Bourbons.
La gravité du problème apparut cependant lors du grand débat sur le protestantisme, aux États Généraux de 1614. Henri IV étant déjà mort, il y fut aussi proposé pour la première fois l'annulation de l'autonomie béarnaise. Déjà la grande majorité d'intellectuels occitans s'exprimaient en français, comme le poète gascon Théophile de Viau (1590-1626), auteur du Parnasse satirique (1623), l'humaniste bordelais Isaac de la Peyrère (1600-1676) poursuivi par l'inquisition castillane depuis 1655 pour avoir soutenu qu'il existait une vie humaine avant Adam, et le périgourdin Fénelon (1651-1715). En 1640 Pèire de la Marque (1594-1662), président du Parlement de Pau depuis 1622 et conseiller d'état lors de la Paix des Pyrénées (1659), a composé une Histoire du Béarn en français, et il y associe l'avenir du pays à celui de la France.
Le soulèvement des protestants béarnais en 1619 sera réprimé en 1620, avec l'entrée en personne de Louis XIII à Pau. Plus important, cependant, fut le soulèvement à Privas (Languedoc) du Breton Henri de Rohan (1579-1638), chef du parti protestant depuis 1611. Le roi réussit à réprimer la révolte à Montauban, Saint-Antonin-Noble-Val, Layrac. Nérac, Casteljaloux et Montpellier en 1622, mais Rohan se rebella à nouveau en 1625-1626 et en 1627-1629. Pour ce motif le roi Louis XIII édicta en 1628 l'édit de Nîmes, par lequel les protestants perdirent leur autonomie politique, et finalement en 1629 le roi et Rohan signaient la Paix d'Alès, qui supposait le démantèlement de toutes les forteresses de l'Occitanie.
Pourtant, la promulgation de l’édit des Élus en 1630, par lequel il retirait aux États Provinciaux et aux agents du pays la répartition et la perception d'impôts, créa un nouveau climat de mécontentement, aggravé par les calamités (faim et peste), aussi bien que par une forte hausse des prix. Ainsi, se produisirent encore deux soulèvements importants.
D'une part, en 1630 Laurent de Coriolis dirigea en Provence la révolte des cascavèus jusqu'à sa répression en 1632. D'autre part, se produisit une conspiration contre le roi, de Gaston d'Orléans avec le soutien d'Henri II de Montmorency (1595-1632), gouverneur général du Languedoc depuis 1613. Il s'agissait d'une révolte de caractère fédéral et un peu anachronique en ce qu'elle supposait le soulèvement de tout le Languedoc, de la Marche, du Limousin et de la Gascogne. Mais ils furent vaincus le 1er septembre 1632 à Castelnaudary. Blessé et fait prisonnier, Montmorency fut exécuté à Toulouse le 30 octobre de la même année. Pendant le conflit, il avait reçu le soutien de Montpellier et de Toulouse, pour la lutte que les États menaient contre Richelieu, mais pas du tout de Nîmes ni de Narbonne.
L'échec de cette révolte provoqua la liquidation des classes dirigeantes occitanes. Le nouveau lieutenant général, Schomberg, fit emprisonner en 1637 Adrien de Montluc, par ordre de Richelieu. Manquant du soutien des classes dirigeantes, la langue occitane s'en ressentit. Et le gouverneur suivant du Languedoc, le prince de Conti (1653-1657) ne protégea plus aucun écrivain occitan, et il fit même venir à Toulouse des écrivains français, comme Molière et d'autres.
Le retentissement de ces révoltes provoqua à Paris une suite d'œuvres littéraires fortement anti-occitanes. Agrippa d'Aubigné écrivit les Aventures du Baron de Faeneste (1617-1620) où il oppose l'ëtre (l'homme d'oil) au semblant d'être (l'homme d'oc). Il fut appuyé par François de Malherbe (1555-1628), qui se propose de « dégasconiser la langue française », et par le même Molière, auteur de Monsieur de Pourceaugnac où il se moque de la « grossièreté limousine ».
En 1639 les États Provinciaux de la Provence furent supprimés, bien que le Parlement se soit tenu fin 1771. Cependant, les révoltes continuèrent. En 1645 une nouvelle insurrection s'étendit à l'Aquitaine et à Montpellier contre la fiscalité royale. Les rebelles tinrent la ville trois jours, mais ils furent soumis et commença une forte répression. De plus, le roi édicta en 1648 l' « Édit de la Rançon », par lequel le salaire des députés des parlements régionaux était suspendu pendant quatre ans. Celui de Bordeaux le rejeta, et commença le mouvement appelé la Fronde, en connexion avec d'autres, partout en France, et qui a le soutien du prince Louis II de Bourbon-Condé (1621-1686), qui marche sur la Guyenne en opposition à Mazarin, et il reçoit le renfort de l’Ormée, milice républicaine bordelaise qu'il dirigera contre Paris. Néanmoins, il est vaincu par Turenne en juillet 1652 et il doit partir en exil. De plus, pendant la période de 1648 à 1650, les armées royales pillèrent la Gascogne afin de réduire les rebelles. Et finalement, en 1675 a lieu l'exil définitif des parlementaires de Bordeaux.
De 1655 à 1660 une autre révolte frondiste éclata à Marseille, dirigée par Gaspard de Glandevès de Niozelles, quand le roi essaya de remplacer illégalement les consuls, et ils empêchèrent l'entrée au port marseillais de la galère du chevalier de Vendôme. Louis XIV en personne dirigea l'assaut final de la ville, et y fit construire la forteresse de Saint-Jean afin de surveiller la ville, raison pour laquelle la ville reçut le nom de citadelle. De plus, en 1665-1666 un Tribunal Royal fut établi à Clermont afin de supprimer définitivement les nobles qui avaient participé aux révoltes frondistes, ceci à la grande joie du peuple. Le brigandage endémique faisait aussi des ravages : un des bandits les plus connus fut Marcoman, qui ravagea Arles, l'Hérault et l'Aude et vainquit souvent les troupes royales, jusqu'à sa capture et son exécution à Aix, en 1667.
Comme note finale, en 1685 fut révoqué l'édit de Nantes, ce qui obligea les protestants français à changer de foi ou à partir. Ceci provoquerait déjà au siècle suivant des éclats de violence, comme la révolte des camisards des Cévennes. Au vu de ce qui s'est passé au cours de ce siècle, nous pouvons analyser les causes du manque d'un futur nationalisme occitan :
- La bourgeoisie cesse d'élaborer des valeurs de civilisation.
- Il apparaît seulement un localisme aux perspectives réduites (comme à Marseille) ou d'aspect réactionnaire (comme à Toulouse).
- Transformation des élites, qui deviennent des conservateurs à la défense de leurs privilèges, et ankylosent la vie économique.
- Les écrivains prennent les modèles français et abandonnent la vie nationale ethnique (comme Montaigne ou La Boëtie). La séparation entre élites et peuple fera que la littérature produite dans cette période soit dialectale, et que se perde le sentiment d'identité collective (par exemple, de l'expression bretonne bar a gwin, « du pain et du vin » il se formera l'expression française baragouin (langage incompréhensible).

Les conséquences de ces faits ont entraîné l'Occitanie vers le manque d'un modèle national qui puisse être opposé au français.